# Cyathea physolepidota
Cyathea physolepidota är en ormbunkeart som beskrevs av Arthur Hugh Garfit Alston. Cyathea physolepidota ingår i släktet Cyathea och familjen Cyatheaceae. Inga underarter finns listade.